# ジャクリーン・ジル・ホワイト
ジャクリーン・ジル・ホワイト（英語: Jacqueline Jill White、1941年2月22日 - ）は、ニュージーランドの政治家、看護師。ニュージーランド労働党所属。

## 経歴
パーマストンノース市議会にて1983年から1992年まで議員を務めた。
1993年から1998年まで労働党所属の国会議員を務めた。1993年から1996年まではマナワツ選挙区の選出であり、1期4年を務めた。1996年から1998年までは政党名簿比例代表による選出であった。1998年に国会議員を辞職し、パーマストンノース市長に就任した。市長職は2001年まで務めた。